# クラッシャー上司
クラッシャー上司（クラッシャーじょうし）とは、労働問題にまつわる用語の1つ。部下を自主退職にさせたり働きを悪化させることが多い上司を指す。
元・東京慈恵会医科大学精神科教授の牛島定信と筑波大学社会医学系教授の松崎一葉が命名した。人格が未成熟であり、極めて高いプライドを持つ反面、精神的に傷つきやすく気の小さい人物に多いとされる。

## 時代の中で
バブル世代以前の世代が学生や新入社員であった時代においては、鬱病などの精神疾患は病気とは認識されておらず、ただの甘えや弱気でしかないと考える人が多かった。そのため、自己管理が重視されるようになった氷河期世代と考え方が異なっていた。また、いわゆる氷河期世代も、就職難で苦労してきた中で勝ち残ったプライドが強く、比較的就職が容易だったゆとり世代以降の世代は苦労していないと決めつけるなど、世代間の認識の相違が存在する。
企業コンプライアンスの重要性が広く知られる以前の時代の会社組織では、このような人物は「モーレツ社員」の一種として扱われ、組織内部の必要悪として黙認され、往々に社内で出世を果たした。
しかし、普通の若手社員や人材の発達をパワーハラスメント等で妨害することがあり、また他人が本来の働きができなくなり辞めていき結果として無駄に人を会社から追い出してしまうことにもつながるため、遅くとも2022年までには存在が問題視されるようになった。得てして退職者などから「ブラック企業」という企業全体を問題視する表現と密接に結び付けられて語られる傾向が見られるようになった。ひいては企業が地元やインターネット上などで「ブラック企業」呼ばわりされる一因にもなりかねないため、企業にとっては企業コンプライアンスやリスクマネジメントの推進、企業イメージの維持などの観点で障害となり得る。能力の高さや言葉の強さゆえに上司や同格の同僚も迂闊に手を出せず、対処に苦慮している間にクラッシャー上司のいる部署の雰囲気が著しく悪化したり、クラッシャー上司がさらに出世して他の部署や管理職などさらに組織の広範囲にハラスメントを振りまくなど、放置すると企業・組織にとってより深刻な事態に発展してしまうこともある。